# Complexe Sportif Jean Wirtz
Complexe Sportif Jean Wirtz – stadion piłkarski w Strassen, w Luksemburgu. Obiekt może pomieścić 1600 widzów. Swoje spotkania rozgrywają na nim piłkarze klubu UNA Strassen.